# Le Roux Malan
Pour les articles homonymes, voir Malan.
Pas d'image ? Cliquez ici

a Compétitions nationales et continentales officielles uniquement.

b Matchs officiels uniquement.
Dernière mise à jour le 5 avril 2025.
Le Roux Malan, né le 31 mars 1999 à Windhoek (Namibie), est un joueur international namibien de rugby à XV qui évolue au poste de centre aux Free Jacks de la Nouvelle-Angleterre en Major League Rugby.

## Biographie
Le Roux Malan naît à Windhoek, mais grandit en Afrique du Sud où s'installe sa famille. Il est éduqué à la Paarl Boys' High School (en), mais ne fait pas partie de l'équipe première. Il ne participe à aucune détection prestigieuse, mais réussit tout de même à intégrer les équipes jeunes des Natal Sharks, avec lesquels il joue en Rugby Challenge. Il entre ensuite à l'université, et rejoint les rangs des Ikey Tigers (en) de l'université du Cap. C'est là qu'il se révèle, devenant un joueur majeur de l'équipe. Il participe ainsi à la finale de Varsity Cup (en) en 2021, toutefois perdue par son équipe.
À la fin de ses études, il quitte l'Afrique du Sud et signe son premier contrat professionnel au sein des Free Jacks de la Nouvelle-Angleterre pour la saison 2022 de la Major League Rugby, où il s'impose comme titulaire. Ses bonnes prestations lui permettent d'intégrer la sélection namibienne fin 2022 à l'occasion des test matchs de fin d'année. Prolongé en 2023. Il est titulaire lors de la finale 2023, et y inscrit un essai décisif dans le gain du titre.
Il est sélectionné par la Namibie pour disputer la Coupe du monde 2023. Remplaçant face à l'Italie, il est ensuite titulaire face à la Nouvelle-Zélande. Il se blesse gravement durant le match, souffrant d'une fracture et d'une luxation de la cheville droite. Il est alors remplacé dans l'effectif namibien par Lloyd Jacobs.
Durant la première partie d'année 2024, il participe à la Major League Rugby qu'il remporte à nouveau en inscrivant un essai en finale,. Puis, il rejoint la province néo-zélandaise d'Hawke's Bay pour la saison 2024 de National Provincial Championship.

## Statistiques en équipe nationale
| Année | Compétition    | Matchs | Points | Essais |
| ----- | -------------- | ------ | ------ | ------ |
| 2022  | Test matchs    | 2      | -      | -      |
| 2023  | Coupe du monde | 2      | -      | -      |
| Total | Total          | 4      | 0      | 0      |

## Palmarès
- Vainqueur de la Major League Rugby en 2023 et 2024 avec les New England Free Jacks.